# Долен Египет
Долен Египет е историческа държава в северната част на Древен Египет. Долен Египет се образувал около IV хилядолетие пр.н.е. Около 3000 г. пр.н.е. царят на Горен Египет, Менес, превзема Долен Египет, обединява Древен Египет в единно царство и основава първата династия управители на Древен Египет – фараони. Столица на Долен Египет бил град Буто. Долен Египет се намира в по-равнинна област, където си влива и река Нил, чрез своята обширна делта.